# Skrbeň
Skrbeň (deutsch Kirwein) ist eine Gemeinde in Tschechien. Sie liegt acht Kilometer nordwestlich von Olomouc und gehört zum Okres Olomouc.

## Geographie
Skrbeň befindet sich zwischen den Bächen Cholinka und Častava in der Obermährischen Senke (Hornomoravský úval). Durch den Ort führt die Bahnstrecke 275 Olomouc – Kostelec na Hané. Zwei Kilometer südlich verläuft die Staatsstraße I/35 / E 442 von Olomouc nach Litovel, dort liegt das Motorest "Zlatá Křepelka". Gegen Nordosten liegt in den Marchauen der Baggersee Chomoutovské jezero. Im Norden befindet sich das Landschaftsschutzgebiet Litovelské Pomoraví.
Nachbarorte sind Hynkov, U Tří Mostů, Novoveská Čtvrť und Štěpánov im Norden, Benátky und Březce im Nordosten, Horka nad Moravou und Sedlisko im Osten, Řepčín und Křelov im Südosten, Břuchotín, Křepelka und Ústín im Süden, Vojnice, Loučany und Senice na Hané im Südwesten, Příkazy (deutsch: Brikaß) im Westen sowie Náklo und Lhota nad Moravou im Nordwesten.

## Geschichte
Archäologische Funde belegen eine Besiedlung der Gegend seit der Jungsteinzeit. Nordwestlich des Dorfes wurden auf der Anhöhe Hradisko Reste einer Pfahlbautensiedlung aufgefunden.
Die erste schriftliche Erwähnung von Scriben erfolgte 1174, als der ohne männliche Nachkommen gebliebene Vladike Sedleck das Dorf der St.-Wenzels-Kirche in Olmütz schenkte. Das Bistum Olmütz verkaufte das Gut wahrscheinlich im 13. Jahrhundert wieder. Im Jahre 1263 gehörte es dem Vladiken Donon de Skrbyn. Im 14. Jahrhundert besaß Philipp de Chirbeyn den größten Teil des Dorfes mit der Feste, dem Hof, 10 Huben Ackerland, zwei Schenken und zwei Mühlen sowie 21 Untertanen. Im Jahre 1342 wurde der Ort als Chirbeyn, ab 1350 als Skyrbine und Skyrben, 1364 als Kyrbeyn, 1381 als Skyrwen, 1391 als Skrben, ab 1409 als Kyrbyn bzw. Krbyn, 1429 als Skrbyne, 1434 als Zkrbynie, ab 1438 als Skrbeň, ab 1521 als Khürwein und Kirbein, 1691 als Skrebeny, ab 1771 als Kirwein bzw. Kirweina und 1787 als Chirwein bezeichnet. 1379 kaufte Markgraf Jobst von Mähren das Gut. Nachfolgende Besitzer waren Lacek von Krawarn und danach Aleš und Václav von Doloplazy. Während der Hussitenkriege wurde der Besitz der in den Reihen der Aufständischen kämpfenden Herren von Doloplazy mehrfach geplündert und verwüstet. Diese verkauften das Gut mit der Feste, dem Vorwerkshof, der Mühle, den Dörfern Krbyn und Hynkov sowie den Fischereirechten 1437 an Ondřej Znata von Ojnice. Während des böhmisch-ungarischen Krieges bemächtigte sich zwischen 1481 und 1490 die Stadt Olmütz des Gutes und führte Fehden mit dem Vladiken Peter von Horka. Im Jahre 1531 vermachte Markéta von Ojnice das Gut ihrem Enkel Jan von Hřiště, der sich fortan Skrbeňský von Hřiště nannte. Dessen Sohn Jaroslav Skrbeňský von Hřiště gründete 1550 in Skrbeň eine Brauerei und ließ einen Hopfengarten sowie mehrere Teiche, darunter den Brauereiteich Nadýmač anlegen. Wegen der Brauerei kam es 1559 zu einem Bierstreit zwischen dem Olmützer Rat, der sein Meilenrecht verletzt sah, und Jaroslav Skrbeňský sowie dessen Brüdern Jan, Petr und Václav, bei dem die Brüder Skrbeňský 1563 zunächst zur Zahlung eines Schadenersatzes von 1000 Pfund böhmischen Groschen an die Stadt verurteilt wurden. Eine 1565 vorgenommene Ausmessung des Weges zwischen dem Littauer Tor und der Brauerei ergab schließlich, dass diese noch außerhalb der Bannmeile lag. Im Jahre 1574 verkauften die Skrbeňský von Hřiště die Herrschaft einschließlich der Brauerei an Peter d. Ä. Praschma von Bilkau, der den Besitz 1579 für 21.000 Gulden an die Stadt Olmütz veräußerte. Während des Dreißigjährigen Krieges verödete das Dorf. Im Hufenregister von 1657 sind für Skrbeň 35 bewirtschaftete Anwesen ausgewiesen, ein Drittel des Ortes lag wüst.
1668 ließ die Stadt Olmütz den Hof um eine Brennerei erweitern. Die Matriken wurden ab 1626 in Náklo, ab 1661 auch in Křelov, ab 1760 erneut in Náklo und ab 1784 in Horka nad Moravou geführt. Die Teilung des Dorfes zwischen mehreren Pfarrbezirken wurde 1786 aufgehoben und der gesamte Ort nach Křelov gepfarrt. Seit dem Beginn des 19. Jahrhunderts erteilte der Křelover Lehrer in einer Chaluppe Unterricht. Im Jahre 1837 bestand das Dorf aus 101 Häusern und hatte 650 Einwohner. Bis zur Mitte des 19. Jahrhunderts blieb Skrbeň immer ein Olmützer Ratsdorf.
Nach der Aufhebung der Patrimonialherrschaften bildete Skrbene/Kirwein ab 1850 eine Gemeinde in der Bezirkshauptmannschaft Olmütz. Die Schule bezog 1854 ein neu errichtetes eigenes Gebäude. Im Jahre 1869 wurde die Kapelle zur Pfarrkirche erhoben sowie ein Pfarrhaus und der Friedhof angelegt.
Die Brauerei stellte 1880 den Betrieb ein. Die Eisenbahn von Olmütz nach Kostelec na Hané nahm 1883 den Verkehr auf. 1890 lebten in Skrbeň 994 Menschen. 1893 wurde ein neues Schulhaus eingeweiht. 1899 gründete sich die Freiwillige Feuerwehr. Ab 1921 gehörte die Gemeinde zum Okres Olomouc-venkov und ab 1949 zum Okres Olomouc-okolí. 1961 wurde Skrbeň Teil des Okres Olomouc. 1980 erfolgte die Eingemeindung nach Horka nad Moravou. Der Schulunterricht in Skrbeň wurde 1986 eingestellt. Seit 1990 bildet Skrbeň wieder eine eigene Gemeinde. Im September 1991 wurde die Schule wiedereröffnet. Eigentümer des 200 ha großen Gutes ist die Stadt Olomouc.

## Gemeindegliederung
Für die Gemeinde Skrbeň sind keine Ortsteile ausgewiesen. Zu Skrbeň gehört die Ansiedlung Křepelka.

## Sehenswürdigkeiten
- Kirche des hl. Florian, erbaut 1835. Sie wurde 1869 zur Pfarrkirche erhoben.
- Statue des hl. Florian, die monumentale Sandsteinfigur wurde 1703 vom Bildhauer Wenzel Render geschaffen. Sie stand ursprünglich auf dem Unteren Ring in Olmütz und wurde dort 1735 durch den Jupiterbrunnen ersetzt. Seit 1742 steht sie im Innenhof des Gutes.
- Feste Skrbeň, sie entstand im 14. Jahrhundert und bildet heute das Zentrum des Gutes. Bis zur Mitte des 17. Jahrhunderts diente sie als Herrensitz, danach als Wirtschafts- und Wohngebäude. Erhalten sind Reste des Renaissancetreppenhauses und das Renaissanceportal mit dem Wappen von Jan Skrbeňský von Hříště.
- Barocke Speicher des Gutes
- „Zlatá křepelka“, die Ausspanne wurde unweit des wüsten Dorfes Soběrazy an der alten Handelsstraße von Olmütz nach Prag angelegt
- Bahnstation, Fachwerkbau aus dem Jahre 1883
- Mehrere Bildstöcke und Kreuze

## Söhne und Töchter der Gemeinde
- Berthold Hatschek (1854–1941), österreichischer Zoologe